# آیشا شرما
آیشا شرما (انگلیسی: Aisha Sharma)؛ (زادهٔ ۲۵ ژانویهٔ ۱۹۸۹) یک بازیگر هندی و مدل است. او اولین بار در موزیک ویدئو سر وقت (به هندی: इक वारी) آیوشمان کورانا دیده شد. شرما سپس اولین بازیگری خود را در فیلم اکشن هندی حقیقت تنها پیروزی است در کنار جان آبراهام و مانوج باجپایی انجام داد.

## دوران ابتدایی زندگی
شرما حرفه خود را به عنوان مدل آغاز کرد و در ادامه شغلش، برای بسیاری از برندهای محبوب همچون لاکمی، پپسی و کفش  کامپوس، به چهره ای بلندآوازه تبدیل شد. در سال ۲۰۱۶، تصویر او به عنوان یکی از دختران، در تقویم سالانه کینگ فیشر قرار گرفت.

## فیلم‌شناسی
| سال  | نام                   | نقش  | زبان | نکات                  | مرجع  |
| ---- | --------------------- | ---- | ---- | --------------------- | ----- |
| ۲۰۱۸ | حقیقت تنها پیروزی است | شیخا | هندی | اولین حضور در بالیوود | [ ۷ ] |

مجموعه اینترنتی
| سال  | نام           | شخصیت | بستر | مرجع  |
| ---- | ------------- | ----- | ---- | ----- |
| ۲۰۲۲ | درخشش با شرما | خودش  |      | [ ۸ ] |